# Sami Vänskä
Sami Vänskä (Kitee, 26 settembre 1976) è un bassista finlandese, già strumentista dei Nightwish.
Bassista autodidatta, si specializzò fin dagli esordi nel genere metal, iniziando a suonare in diverse band del suo Paese, la principale delle quali furono i Nattvindens Gråt.
Nel 1998 si unì ai Nightwish in preparazione del secondo album del gruppo, Oceanborn. Nel 1999 collaborò al primo album del gruppo jazz Root Remedy Medication Time with Root Remedy e, successivamente, fu presente anche nei lavori dei Nightwish Wishmaster (2000) e Over the Hills and Far Away (2001) finché, a causa delle differenze stilistiche con il resto dei componenti, in particolare con il tastierista Tuomas Holopainen, gli fu chiesto di lasciare la band. Il suo posto fu preso da Marco Hietala.
Dopo aver lasciato i Nightwish, entrò a tempo pieno nel gruppo Blues rock Root Remedy, con i quali registrò tre album: Medication Time With (1999) l'eponimo Root Remedy (2003) e The Crawler (2006). Lasciò il gruppo nel 2008, e da allora non ha più preso parte ad alcun progetto musicale.

## Discografia

### Con i Nattvindens Gråt

#### Album in studio
- 1995 - A Bard's Tale
- 1997 - Chaos Without Theory

#### Demo
- 1995 - Dar Svanar Flyger

### Con i Nightwish

#### Album in studio
- 1998 - Oceanborn
- 2000 - Wishmaster

#### EP
- 2001 - Over the Hills and Far Away

#### Singoli
- 1998 - Sacrament of Wilderness
- 1998 - Passion and the Opera
- 1999 - Walking in the Air
- 1999 - Sleeping Sun (Four Ballads of the Eclipse)
- 2000 - The Kinslayer
- 2000 - Deep Silent Complete

### Con i Root Remedy
- 1999 - Medication Time With
- 2003 - Root Remedy
- 2006 - The Crawler